# Trude Stendal
Trude Margaret Stendal (* 30. Mai 1963 in Bergen) ist eine ehemalige norwegische Fußballspielerin.

## Karriere

### Vereine
Stendal spielte im Seniorinnenbereich bis 1991 für IL Sandviken in der Toppserien, der höchsten Spielklasse im norwegischen Frauenfußball.

### Nationalmannschaft
Stendal bestritt für die Nationalmannschaft 32 Länderspiele, in denen sie mit 15 Toren eine beachtliche Torquote erzielte. Ihr Debüt als Nationalspielerin gab sie am 23. Mai 1981 im ersten Länderspiel gegen die Schweizer Nationalmannschaft, die in Moss das Freundschaftsspiel mit 0:3 verlor. Im Jahr 1982 bestritt sie mit sieben Länderspielen die meisten und erzielte auch ihre ersten beiden Tore, wobei ihr am 15. Mai in Asker beim 2:1-Sieg im Freundschaftsspiel gegen die Nationalmannschaft Frankreichs der Treffer zur 1:0-Führung gelang. Anschließend bestritt sie im Juli alle drei Spiele im Wettbewerb um die Nordische Meisterschaft sowie drei Spiele (im Jahr 1983 auch die Rückspiele) der Qualifikationsgruppe 1 für die Europameisterschaft 1984.
Mit ihren Einsätzen in den letzten drei Spielen der Gruppe 1 trug sie zur gelungenen Qualifikation für die Europameisterschaft 1987 im eigenen Land bei. In diesem Turnier kam sie im Halbfinale und im Finale jeweils im Osloer Ullevaal-Stadion am 11. und 14. Juni 1985 zum Einsatz. Beim 2:0-Halbfinalsieg über die Nationalmannschaft Italiens erzielte sie mit dem Führungstreffer in der 40. Minute sowie beim 2:1-Finalsieg über die Nationalmannschaft Schwedens mit beiden Toren in der 28. und 72. Minute drei der vier Turniertore.
Mit ihrem einzigen Einsatz am 5. Juli 1987 bei der 0:3-Niederlage gegen die US-amerikanische Nationalmannschaft in Blaine im Bundesstaat Maine trug sie zum dritten Platz im Wettbewerb um den „Nordamerika-Cup“ bei, der mit dem 1:0-Sieg über die US-amerikanische Nationalmannschaft am 11. Juli erreicht wurde. In ihrem einzigen Spiel hatte sie sich einen Kreuzbandriss zugezogen, der sie zwang 18 Monate dem Fußballspielbetrieb fernzubleiben. Ihr Karriereende war einem Knochenbruch des Beines im Wettbewerb um den nationalen Pokal im Spiel gegen Trondheims-Ørn SK in der Spielzeit 1991 geschuldet.
Ihre letzten drei Länderspiele bestritt sie in Agia Napa am 21., 23. und 25. März 1990 gegen die Nationalmannschaften Finnlands (1:0), Dänemarks (2:0) und Schwedens (1:1) im Rahmen des „Open Nordic Cup“ auf Zypern als Alternative zur Nordischen Meisterschaft.

## Erfolge
- Europameister 1987
- EM-Torschützenkönigin 1987
- Dritter Nordamerika-Pokal 1987
- Norwegischer Pokalfinalist 1991